# Miguel Arcanjo
Miguel Arcanjo Arsénio de Oliveira (født 13. maj 1932 i Nova Lisboa, Portugisisk Angola) er en portugisisk tidligere fodboldspiller (forsvarer).
På klubplan tilbragte Arcanjo hele sin aktive karriere, fra 1950 til 1966, hos FC Porto. Her var han med til at vinde to portugisiske mesteskaber og to pokaltitler.
Arcanjo spillede desuden ni kampe for det portugisiske landshold, som han debuterede for 26. maj 1957 i en VM-kvalifikationskamp mod Italien.

## Titler
Primeira Liga
- 1956 og 1959 med FC Porto

Taça de Portugal
- 1956 og 1958 med FC Porto